# Mombin-Crochu
Mombin-Crochu (Monben Kwochi en créole haïtien) est une commune d'Haïti située dans le département du Nord-Est. La commune fait partie de l'Arrondissement de Vallières.

## Démographie
La commune est peuplée de 31 556 habitants(recensement par estimation de 2009).

## Administration
La commune est composée des sections communales de :
- Sans-Souci
- Bois-Laurence (dont le quartier « Bois-Laurence »)

## Économie
L'économie locale repose sur la culture du café et du citron vert.